# Bormida di Mallare
La Bormida di Mallare è un fiume che scorre in Italia, nella provincia di Savona.

## Percorso
I due rami da cui nasce, ovvero il rio Fobe proveniente dalla zona del Bric dei Pinci (m 899) e il rio Gavarezza che nasce presso il Pian dei Corsi (m 1.029), confluiscono in comune di Mallare per formare la omonima Bormida. Sfiorato ad ovest il Comune di Altare giunge poi a San Giuseppe di Cairo dove si unisce con la Bormida di Pallare formando la Bormida di Spigno. Il torrente è lungo circa 22 km.
Il suo corso è interamente incluso nella provincia di Savona.

## Affluenti di destra
- rio Biterno, un affluente in destra idrografica che nasce a nord della Colla di San Giacomo e raggiunge la Bormida a Mallare;
- rio Consevola, anch'esso affluente di destra, che confluisce nella Bormida poco a monte di Altare.